# Zhang Xiaohuan
Zhang Xiaohuan –en chino, 張曉歡– (Pekín, 19 de agosto de 1980) es una deportista china que compitió en natación sincronizada.
Participó en tres Juegos Olímpicos de Verano entre los años 2000 y 2008, obteniendo una medalla de bronce en Pekín 2008 en la prueba de equipo. Ganó tres medallas en el Campeonato Mundial de Natación de 2009.

## Palmarés internacional
| Juegos Olímpicos   | Juegos Olímpicos | Juegos Olímpicos  | Juegos Olímpicos  |
| Año                | Lugar            | Medalla           | Prueba            |
| ------------------ | ---------------- | ----------------- | ----------------- |
| 2008               | Pekín (China)    | Medalla de bronce | Equipo            |
| Campeonato Mundial |                  |                   |                   |
| Año                | Lugar            | Medalla           | Prueba            |
| 2009               | Roma (Italia)    | Medalla de plata  | Combinación libre |
| 2009               | Roma (Italia)    | Medalla de bronce | Equipo técnico    |
| 2009               | Roma (Italia)    | Medalla de bronce | Equipo libre      |